# Plagithmysus pulverulentus
Plagithmysus pulverulentus là một loài bọ cánh cứng trong họ Cerambycidae.